# Spaltpolmotor
Der Spaltpolmotor ist ein Elektromotor und gehört zu den Asynchronmotoren. Im Unterschied zum drehstromgespeisten Asynchronmotor läuft der Spaltpolmotor jedoch mit einphasigem Wechselstrom. Der Motor ist mechanisch sehr einfach aufgebaut.

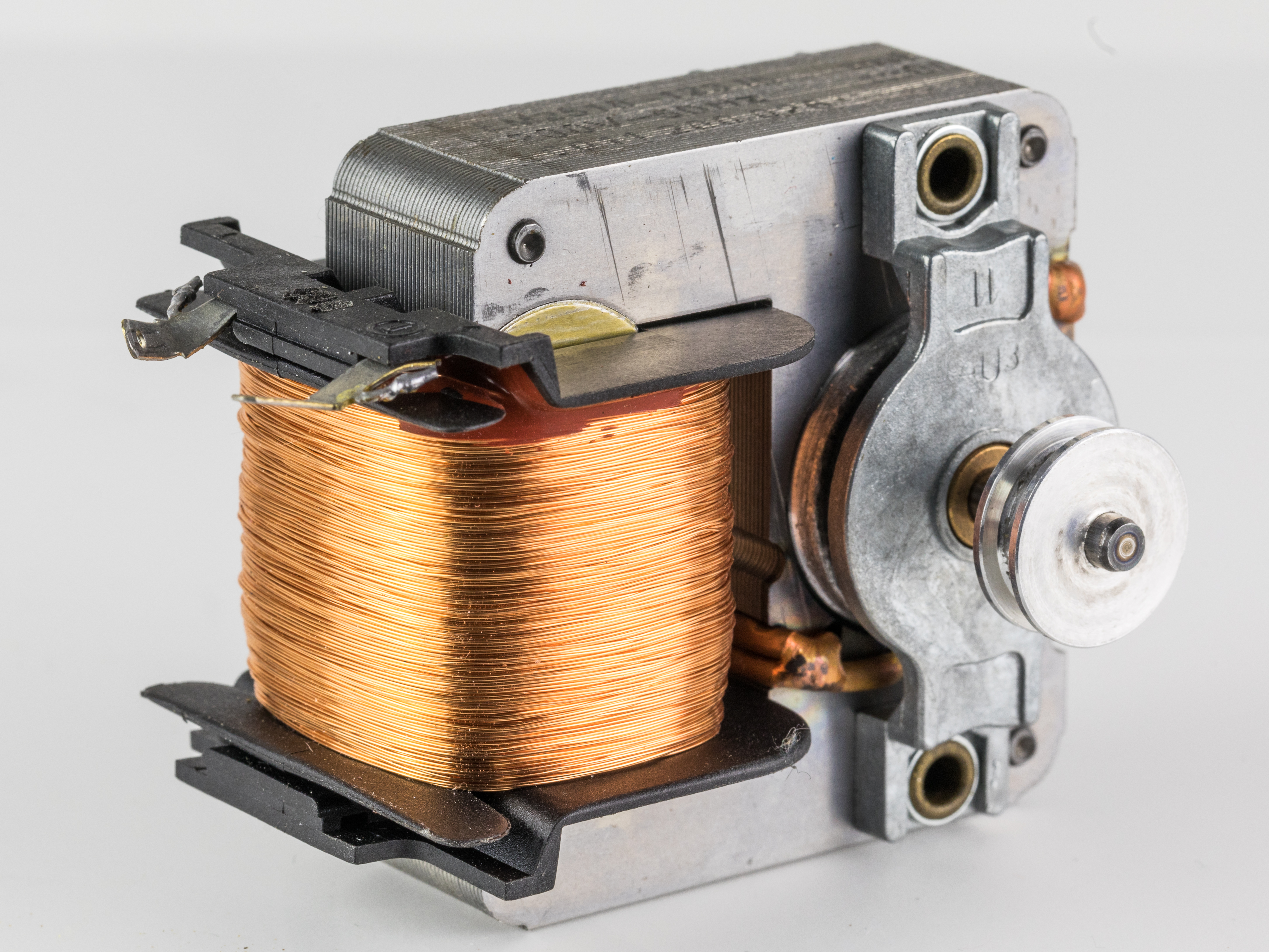
Typischer kleiner Spaltpolmotor (Leistung: einige Watt)

## Aufbau

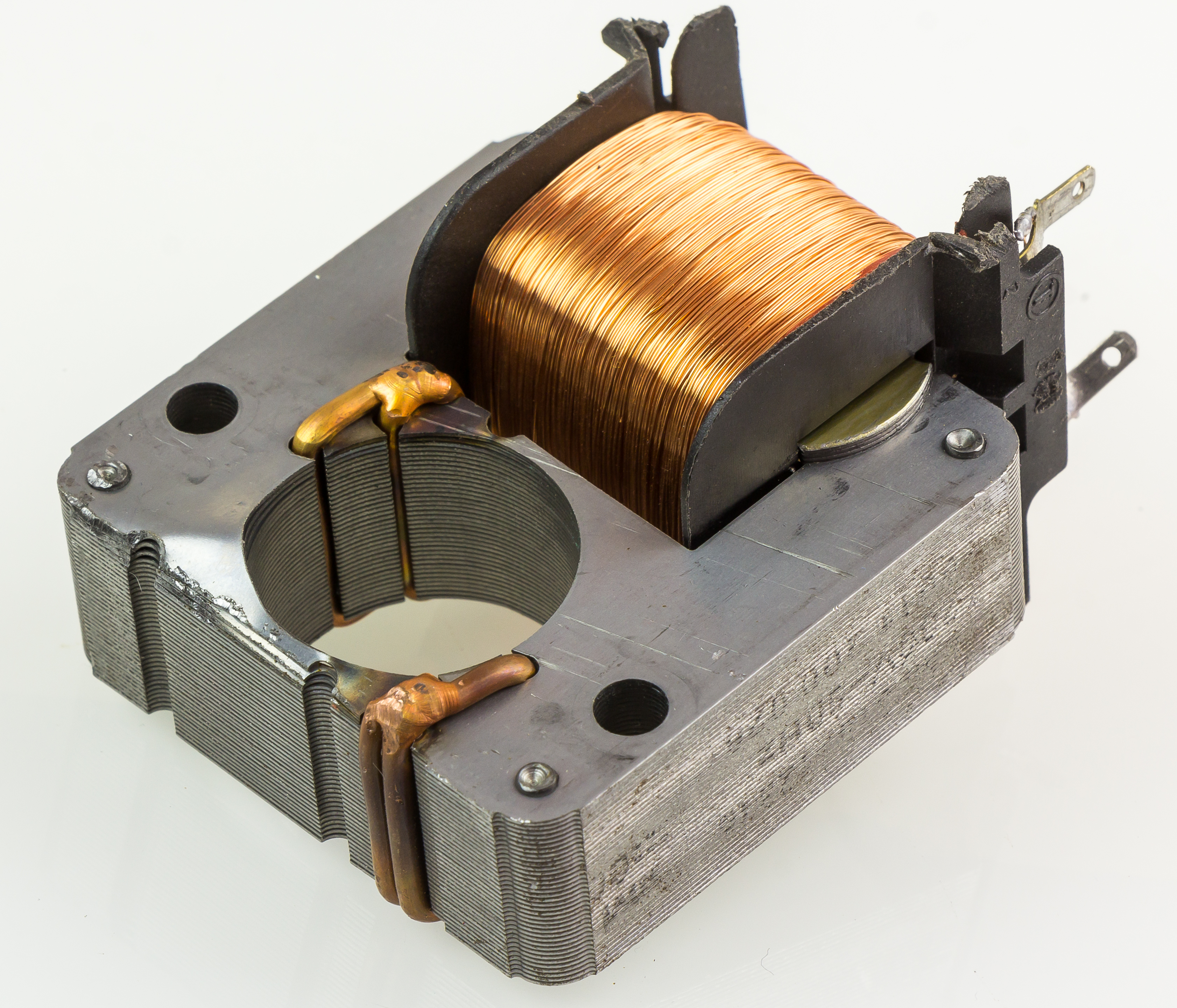
Stator mit Kurzschlusswicklungen

Beim Spaltpolmotor besteht der Stator aus einem Dynamoblechpaket mit lamellierten, ausgeprägten Polen, die in einen Hauptpol und einen Spaltpol aufgeteilt sind. Die Statorwicklungen sind konzentrisch angeordnet. Die Netzwicklung, der sogenannte Hauptstrang, liegt um das Statorjoch bzw. um die Polschäfte. Der Spaltpol besteht aus einer kleineren Nut, welche vom Hauptpol abgespalten ist. Um den Spaltpol liegt eine Kurzschlusswicklung, die meist nur 1–3 Windungen hat. Diese Kurzschlusswicklung, auch Kurzschlussring genannt, bildet zusammen mit der Netzwicklung im Betrieb einen kurzgeschlossenen Transformator. Damit eine günstige Feldverteilung erreicht wird, lässt man die Polschuhspitzen zusammenlaufen oder sogar überlappen. Um den gleichen Effekt zu erreichen, werden bei einigen Motoren die Polschuhe mit sogenannten Streublechen verbunden.
Der Spaltpolmotor hat einen Rotor, der als Käfigläufer aufgebaut ist und gewöhnlich aus verschränkt angeordneten Rundstäben besteht. Im Rotor wird durch ein vom Stator erzeugtes ungleiches Drehfeld ein Drehmoment erzeugt. Die Eigenschaften des Spaltpolmotors werden ganz wesentlich durch die Ausbildung der Streubleche, Streustege und Streuspalte beeinflusst. 

### Synchronbetrieb

Mehrpoliger Spaltpol-Synchronmotor mit Klauenpolen

Wird der Rotor von Spaltpolmotoren aus einem magnetisch harten Werkstoff hergestellt, so laufen diese Motoren als Asynchronmotor an und werden nach dem Hochlaufen in den Synchronismus hineingezogen. Anschließend laufen sie als Synchronmotor weiter. Diese Läufer werden auch Hystereseläufer genannt. Ein ähnliches Betriebsverhalten weist auch der Reluktanzmotor auf.
Ebenfalls als Einphasen-Synchronmotoren arbeiten langsamlaufende Spaltpolmotoren. Bei diesen induziert das Ständerdrehfeld Wirbelströme im Läuferring, welche den asynchronen Anlauf bewirken. Nach dem Hochlaufen bilden sich durch das Ständerdrehfeld im Magnetwerkstoff des Läufers ausgeprägte Pole. Bedingt dadurch nimmt der Rotor die Drehzahl des Ständerdrehfeldes an.

### Langsamlaufender Spaltpolmotor
Langsamlaufende Spaltpolmotoren werden meist als Außenläufer gebaut. Damit sie eine entsprechend niedrige Drehzahl haben, werden sie mit 10 oder 16 Polen versehen. Der Stator besteht bei diesen Motoren aus einer ringförmigen Erregerspule und zwei aus Stahlblech bestehenden Ständerhälften. Diese Ständerhälften tragen am Umfang als Klauenpole wirkende Blechlappen. Die Polung der Klauenpole wird vom Magnetfeld der Erregerspule bestimmt. Aus diesem Grund ist die Polung der Klauenpole einer Ständerhälfte gleich.
Durch diesen Aufbau wirkt jede zweite Polklaue als Spaltpol. Um die Spaltpole einer Ständerhälfte ist ein gemeinsamer Kurzschlussring gebaut. Dieser Kurzschlussring bewirkt die Phasenverschiebung der magnetischen Flüsse in den Spaltpolen gegenüber den Hauptpolen.
Über die Klauenpole ist der Läufer in Topfform gestülpt. Auf der Läuferinnenseite befindet sich ein aus hartmagnetischem Werkstoff hergestellter Ring, der sogenannte Läuferring. Aufgrund des hartmagnetischen Werkstoffes des Läuferringes zeigt der langsamlaufende Spaltpolmotor das typische Drehzahlverhalten von Spaltpolmotoren mit Rotoren aus hartmagnetischem Werkstoff.
Mit der sogenannten Kreuzpolschaltung wird bei Spaltpolmotoren eine Drehzahländerung realisiert.

## Funktion

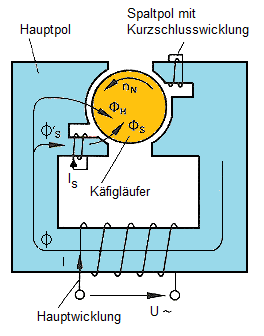
Funktionsprinzip

Ein Stromfluss in der Statorwicklung erzeugt im Stator einen magnetischen Fluss Φ. Dieser teilt sich auf in das Hauptpolfeld ΦH und in das Spaltpolfeld ΦS, welcher durch die am Stator aufgebrachte Kurzschlusswicklung geht. Das Spaltpolfeld induziert in der Kurzschlusswicklung eine Spannung, wodurch darin der Kurzschlussstrom Is entsteht. Dieser baut durch Selbstinduktion den Fluss Φ’S auf, welcher dem Hauptfeld ΦH nacheilt. Zusammen erzeugen beide Flüsse im Rotor ein ungleiches, sogenanntes elliptisches Drehfeld, das den Rotor mitnimmt. Dieses elliptische Drehfeld ist ein qualitativ schlechtes Drehfeld.
Die Magnetpole des durch die beiden phasenverschobenen Ströme hervorgerufenen magnetischen Feldes wandern nacheinander zu folgenden Statorpolen: Hauptpol 1 zu Spaltpol 1, Hauptpol 2 zu Spaltpol 2. Somit ist die Drehrichtung immer vom Hauptpol zum Spaltpol. Um das Drehfeld runder zu gestalten, sind die Spaltpole zuweilen ihrerseits noch einmal geteilt, wobei mit einer zweiten Kurzschlusswindung eine zusätzliche Phasenverschiebung erzeugt wird. Der Phasenwinkel der magnetischen Flüsse lässt sich durch eine genaue Wahl der Streustege vergrößern. Ein auf diese Weise erzeugtes Drehfeld reicht aus, um den Läufer zu bewegen. Allerdings ist es auch stark belastungsabhängig und führt zu einem geringeren Anlaufdrehmoment als bei Drehstrommotoren mit gleicher Leistung.
Das Anlaufdrehmoment ist abhängig von der Spaltpolbreite und der Streustegbreite und steigt mit der Breite der beiden Faktoren. Das Anlaufmoment beträgt etwa 50 % des Nennmomentes. Durch die spezielle Statorform entstehen beim Spaltpolmotor große Streufelder mit entsprechenden Streufeldverlusten. Die Leistungsdichte ist bei Spaltpolmotoren konstruktionsbedingt sehr viel kleiner als bei Kondensatormotoren. Auch der Wirkungsgrad des Spaltpolmotors ist deutlich geringer als bei einem gleich starken Drehstrom-Asynchronmotor oder einem Kondensatormotor. Das ist auf die ohmschen Verluste in den Kurzschlusswindungen zurückzuführen. Diesen Nachteil kann man dadurch vermeiden, dass man die Kurzschlusswicklung nach dem Anlaufen abschaltet. Der Motor läuft dann ohne Drehfeld mit gutem Wirkungsgrad. Das Zu- und Wegschalten des Hilfswicklungs-Kurzschlusses erfolgt per Hand (z. B. bei älteren Rasenmähern) oder automatisch anhand der Stromaufnahme mit einem Magnetschalter, der in Serie zur Hauptwicklung liegt, so umgesetzt in Kühlschrank-Kompressoren.

## Drehrichtungsumkehr

Schaltung zur Drehrichtungsänderung

Die Drehrichtung von Spaltpolmotoren kann normalerweise elektrisch nicht geändert werden, da sie durch die Polanordnung bedingt ist und nur der Hauptstrang von außen zugänglich ist. Es sind jedoch Maßnahmen bekannt, durch die die Drehrichtung beim Spaltpolmotor verändert werden kann:
- Der Motor trägt auf beiden Polseiten eine schaltbare Hilfswicklung.[13][5] Die jeweilige Wicklung wird über einen Schalter je nach erforderlicher Drehrichtung kurzgeschlossen.[13]
- Paarweiser, spiegelverkehrter Zusammenbau von zwei baugleichen Spaltpolmotoren. Es wird immer der bestromt, dessen Drehrichtung benötigt wird.[14][13]

Um die Drehrichtung bei einem herkömmlichen Spaltpolmotor zu ändern, kann der Motor zerlegt und mit um 180° axial gedrehtem Stator wieder montiert werden.

## Vor- und Nachteile
Spaltpolmotoren sind einfach und kostengünstig herzustellen, wartungsfrei, haben eine hohe Lebensdauer
und laufen selbsttätig an.

Sie haben jedoch einen vergleichsweise geringen Wirkungsgrad, einen niedrigen Leistungsfaktor und ein hohes spezifisches Gewicht. Sie werden daher nur für kleine Leistungen <100 Watt gebaut.
Spaltpolmotoren besitzen ein geringes Anlaufmoment und in der Normalausführung ist keine Drehrichtungsumkehr möglich. Spaltpolmotoren haben prinzipbedingt ein unrundes Drehmoment und verursachen daher je nach Anwendung Brummgeräusche.
Um den Energieverlust durch die Kurzschlusswindungen zu vermeiden, kann man stattdessen eine Hilfswicklung anbringen, deren Kurzschluss nach Start aufgehoben wird. Der Motor läuft nun zwar noch unrunder, aber mit hoher Effizienz. Von dieser Methode wird bei Kühlschrankkompressoren Gebrauch gemacht, bei denen ein vom Anlaufstrom geschaltetes Relais oder ein Kaltleiter (PTC) die Hilfswicklung steuern.

## Einsatzbereiche

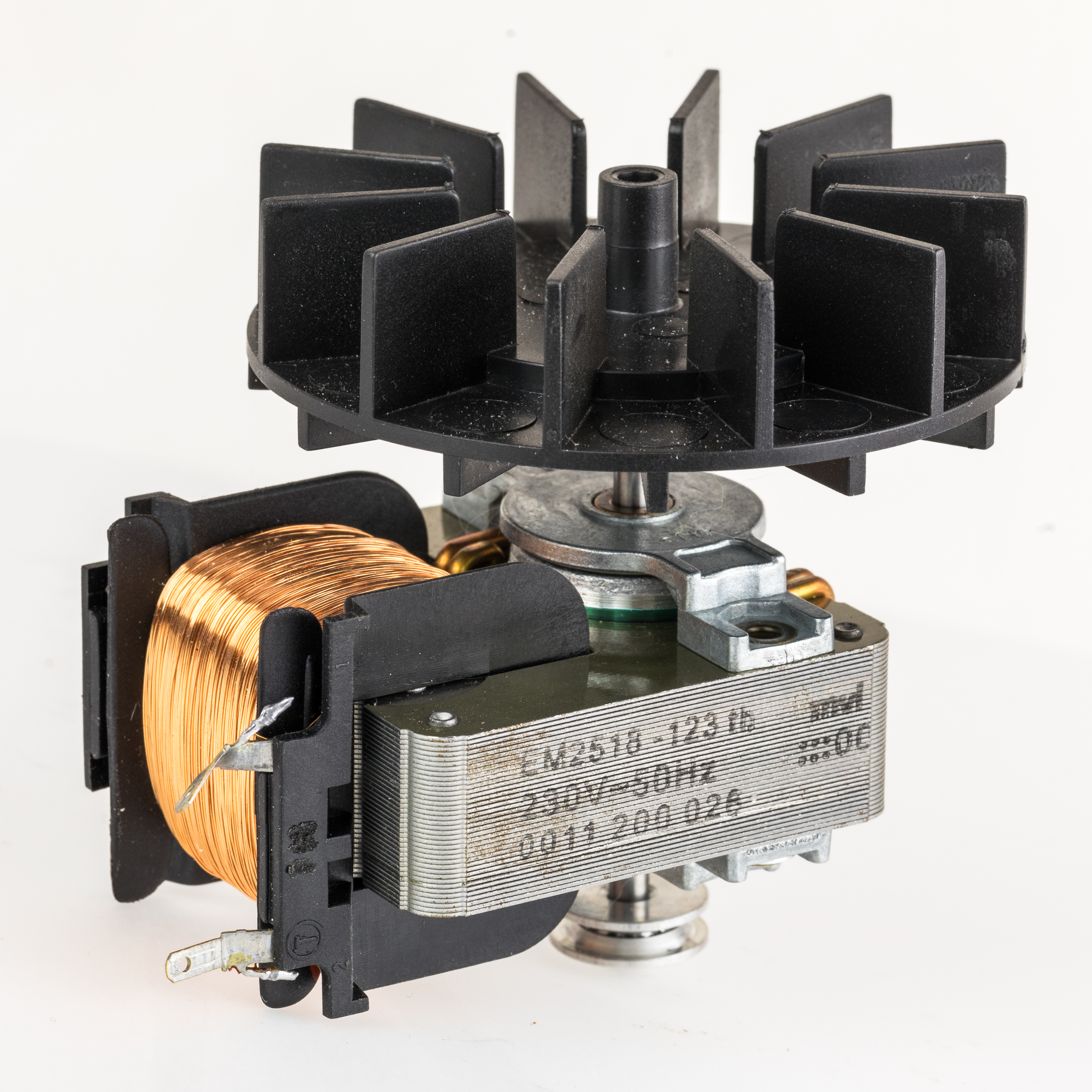
Spaltpolmotor an einem Radiallüfter. Verwendet in einem Diaprojektor

Aufgrund ihres sehr einfachen Aufbaus werden Spaltpolmotoren in Großserien gefertigt. Sie werden als preiswerte Antriebsmaschinen mit geringen Leistungen bis etwa 300 Watt immer dann eingesetzt, wenn kein hohes Anlaufmoment erforderlich ist. Spaltpol-Synchronmotoren werden für Leistungen bis zu 3 Watt gebaut. Die genannten Vor- und Nachteile des Spaltpolmotors gegenüber anderen Asynchronmotoren bestimmen seine Einsatzgebiete: Sein geringer Wirkungsgrad (ca. 30 %) verhindert den Einsatz im Bereich großer Leistungen. Sein Hauptvorteil, die Möglichkeit, ihn ohne zusätzlichen Kondensator an Wechselspannung betreiben zu können, hat ihm u. a. im Haushaltsbereich eine gewisse Verbreitung erbracht. Der Motor eignet sich besonders für Antriebe mit Kurzzeitbetrieb. Seine für Asynchronmotoren typische Laufruhe, Wartungsfreiheit und hohe Lebensdauer haben ihn zum Standardantrieb für kleine axiale und radiale Lüfter und Ventilatoren werden lassen.

### Einsatzbeispiele für Spaltpol-Asynchronmotoren
- Lüftermotor u. a. für Elektroheizgeräte[3] historische Haartrockner[17]
- Laugenpumpe in Waschmaschinen und Geschirrspülern (nur ältere Geräte)
- Antriebsmotor für Plattenspieler[7]
- im Mikrowellenherd zur Kühlung des Magnetrons

### Einsatzbeispiele für Spaltpol-Synchronmotoren
- Antriebsmotor für historische Programmschaltwerke
- elektrische Uhren
- historische elektrische Zeitrelais
- ältere schreibende Messgeräte[3]